# 山﨑圭一
山﨑 圭一（やまさき けいいち、1975年11月30日 - ）は、日本の高等学校の教員であり、YouTubeチャンネル「Historia Mundi」（ヒストリアムンディ）を運営するYouTuber。愛称はムンディ先生。

## 概要
福岡県の公立高校で地歴・公民を教えている。今までで赴任した経験のある学校は、特別支援学校や定時制高校など、様々なニーズを抱える生徒がいる学校も多い。また、2014年からYouTubeに同教科の授業動画を配信。動画では大衆YouTuberでよく見られる太字テロップの多用や顔芸、過剰なリアクションなどはまったくなく、教室で行われているような黒板を用いた講義が淡々と行われていく形式となっている。公開される動画は大学受験生や社会人、教育関係者などから良質であると評価も高い。歴史の流れに重点を置いており、最初は年号を教えずストーリーを教えて、因果関係が頭に入ったあとに重要ならばいくつか年号を教えるという教え方をとっている。また、教科書の順番でそのまま教えると流れが掴みづらいとの考えから、地域別に俯瞰的に世界を見えるようにいくつか順番を入れ替えて教えている。

## 沿革
早稲田大学教育学部卒業後、埼玉県の公立高校を経て福岡県の公立高校に勤めた。高校で勤務するうちに、世界史を教えるうえで授業時間が足りずに、生徒に世界史の面白さを知ってもらえず受験対策も不十分になってしまうという現状に対するジレンマを抱えるようになる。2014年、勤務先の高校で生徒に世界史を教えていた途中に他校への異動が決まってしまったことをきっかけに、在籍校の生徒からの提案でYouTubeにて世界史の授業動画を配信。勤務時間外の深夜や休日にしか撮影時間がないため、普通の形式の授業を撮り、編集をせずにそのまま投稿するという形式になった。目の前の生徒のために始めたYouTubeへの投稿が、次第に反響を呼ぶようになり、少しずつ再生回数も伸びて行き、また普段教える生徒や保護者からも好評な意見が寄せられるようになった。YouTubeへの投稿によって上記のジレンマを少し解消できるようになったといい、また従来の学校教育では対応できなかった生徒層に対する問題や、学校側都合による生徒に対する不利益もほぼ解決できるだろうと話している。世界史20話プロジェクトでは1話ごとに区切って見ることを推奨している。また、日本史や地理の授業動画も配信を行っている

。
本人は、今後は歴史の楽しみ方も教えたいと話しており、歴史を踏まえて絵画の色や構図などの見方を解説するという趣旨の「バーチャル・ミュージアム」という動画のシリーズを作っている。2019年度をもって、福岡県立高等学校を退職し、講師として教育活動を継続している。

## 著書
- 一度読んだら絶対に忘れない世界史の教科書

2018年8月18日、SBクリエイティブより出版。学校の教科書に準拠しながら、本紙には年号を使わずに古代から現代までを1つのストーリーで解説している。学校の授業とも映像授業とも異なる、大人の学び直しに使えるに値する、バランスのとれた有用性の高い本を目指し、授業とは別に新しく構成を作り直した。多くの高校生にとって読むのが難しい教科書をしっかり読みこなせるようになるために、まず最初に歴史の全体像をざっくりと掴めることができるよう構成されている。アクティブラーニングが活発となって一時代も深く見ることが求められるようになっても本書はその前に必要な全体の流れを見通すのに向いているとしている。
- 一度読んだら絶対に忘れない日本史の教科書

2019年9月7日、SBクリエイティブより出版。上記の世界史版に続く第二弾。政権担当者を主役に、日本史を1つのストーリーとして語る。時代と時代の間をつなぐ説明が少なく、また政治史や経済史、文化史を行ったり来たりして流れが分かりにくくなっている問題を解決したとしている。図解も豊富に使用されている。こちらも本文では西暦や年号を用いていない。
- 教養としての世界史 天才たちの人生図鑑（監修）

2020年1月9日、宝島社より出版。歴史上の天才たち100人の人生、功績、名言をまとめる。